# 틸라코스밀루스
틸라코스밀루스(Thylacosmilus)는 마이오세에 처음 등장하여, 남아메리카에서 살았던 포유류의 하나이다. 스밀로돈처럼 거대한 송곳니가 나 있었다.